# MSC Opera
MSC Opera é um navio de cruzeiro construído em 2004 e atualmente operado pela MSC Crociere. Ele atuou como o navio-almirante da empresa até o comissionamento do MSC Musica em 2006. Ele pode acomodar 2.679 passageiros em 1.071 cabines e possui uma tripulação de aproximadamente 728 pessoas.

## Programa Renaissance
O MSC Opera foi o terceiro navio da Classe Lirica a passar por uma reforma no âmbito do "Programa Renaissance". Novos recursos incluíram um parque aquático, lojas reformadas, novas áreas para crianças e adolescentes, um bufê aprimorado, um novo lounge e um restaurante extenso. As obras foram concluídas em 4 de julho de 2015.

## Incidentes
Em maio de 2010, uma semana depois de um incidente similar a bordo do MSC Orchestra, agentes da UK Border Agency em Dover encontraram uma grande quantidade de cocaína escondida em quatro cabines de passageiros. Quatro letões e três lituanos foram mais tarde condenados e sentenciados a um total de 84 anos de prisão.
Em 14 de maio de 2011, o MSC Opera sofreu uma falha no motor no Mar Báltico. A embarcação foi rebocada para o porto de Nynäshamn, ao sul de Estocolmo, onde os passageiros foram transferidos para pequenos barcos. Cerca de 1.700 passageiros foram levados para casa de Estocolmo durante o dia. O navio ficou sem energia após a falha do motor e relatórios afirmaram que os banheiros estavam inoperantes, causando alguns problemas de saneamento. Os passageiros receberam indenização para cobrir o custo do cruzeiro. Em 17 de maio de 2011, o MSC Opera partiu de Nynäshamn a caminho de Gdynia, na Polónia, para reparos.
Em março de 2019, a polícia portuguesa da Madeira deteve doze pessoas a bordo do MSC Opera depois de encontrar 18 kg de cocaína escondidos em sacos de batatas fritas.
Em 2 de junho de 2019, o MSC Opera, a causa do rompimento do cabo do rebocador, colidiu com um navio fluvial River Countess no Canal de Giudecca em Veneza, Itália, em que cinco pessoas ficaram levemente feridas. O incidente levantou novamente a polêmica de proibir navios de grande porte no local.